# Mottereau
Mottereau ist eine französische Gemeinde mit 152 Einwohnern (Stand: 1. Januar 2022) im Département Eure-et-Loir in der Region Centre-Val de Loire; sie gehört zum Arrondissement Châteaudun und ist Teil des Kantons Brou. Die Einwohner werden Mottérois genannt.

## Geographie
Mottereau liegt etwa 24 Kilometer nordnordwestlich von Châteaudun und wird umgeben von den Nachbargemeinden Montigny-le-Chartif im Norden, Vieuvicq im Osten und Nordosten, Yèvres im Südosten, Brou im Süden sowie Frazé im Westen.

## Bevölkerungsentwicklung
| Jahr                      | 1962 | 1968 | 1975 | 1982 | 1990 | 1999 | 2006 | 2013 |
| Einwohner                 | 170  | 161  | 111  | 118  | 140  | 142  | 166  | 163  |
| Quelle: Cassini und INSEE |      |      |      |      |      |      |      |      |

## Sehenswürdigkeiten

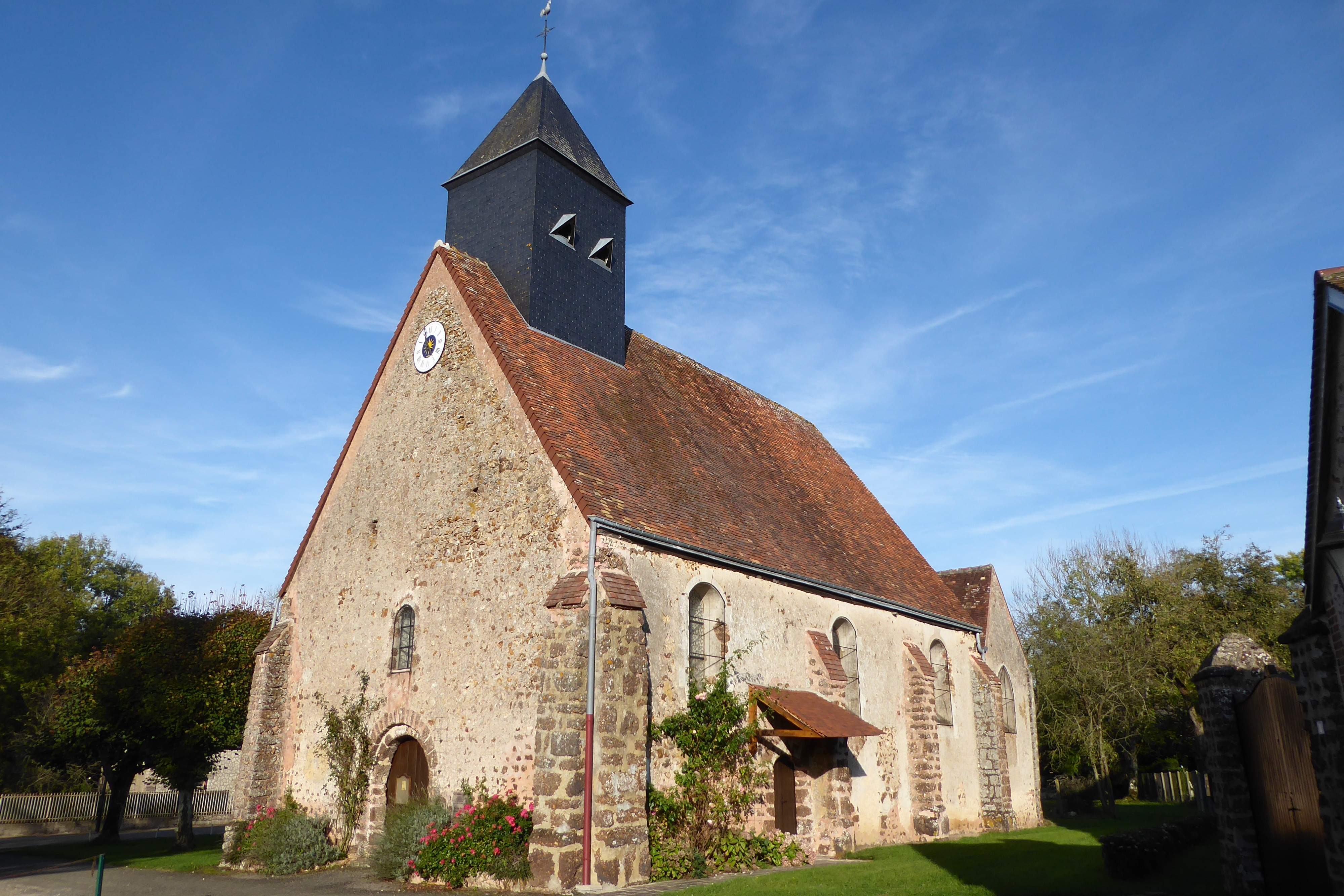
Kirche Saint-Antoine

- Kirche Saint-Antoine
- Schloss Mottereau